# L'Hôpital-d'Orion
Pour les articles homonymes, voir L'Hôpital et Orion.
L'Hôpital-d'Orion (en béarnais L’Espitau-d’Orion ou L’Espitau-d’Ourioun) est une commune française, située dans le département des Pyrénées-Atlantiques en région Nouvelle-Aquitaine.

## Géographie

### Localisation
La commune de l'Hôpital-d'Orion se trouve dans le département des Pyrénées-Atlantiques, en région Nouvelle-Aquitaine.
Elle se situe à 55 km par la route de Pau, préfecture du département, à 40 km d'Oloron-Sainte-Marie, sous-préfecture, et à 9,3 km d'Orthez, bureau centralisateur du canton d'Orthez et Terres des Gaves et du Sel dont dépend la commune depuis 2015 pour les élections départementales. 
La commune fait en outre partie du bassin de vie de Salies-de-Béarn.
Les communes les plus proches sont : 
Orion (2,5 km), Lanneplaà (3,4 km), Orriule (3,5 km), Ozenx-Montestrucq (4,0 km), Burgaronne (5,8 km), Laà-Mondrans (6,1 km), Laàs (6,3 km), Andrein (6,7 km).
Sur le plan historique et culturel, L'Hôpital-d'Orion fait partie de la province du Béarn, qui fut également un État et qui présente une unité historique et culturelle à laquelle s’oppose une diversité frappante de paysages au relief tourmenté.

### Communes limitrophes
Les communes limitrophes sont  Lanneplaà, Orion, Ozenx-Montestrucq, Salies-de-Béarn et Salles-Mongiscard.
|                 | Salles-Mongiscard | Lanneplaà         |
| Salies-de-Béarn | L'Hôpital-d'Orion | Ozenx-Montestrucq |
|                 | Orion             |                   |

### Hydrographie

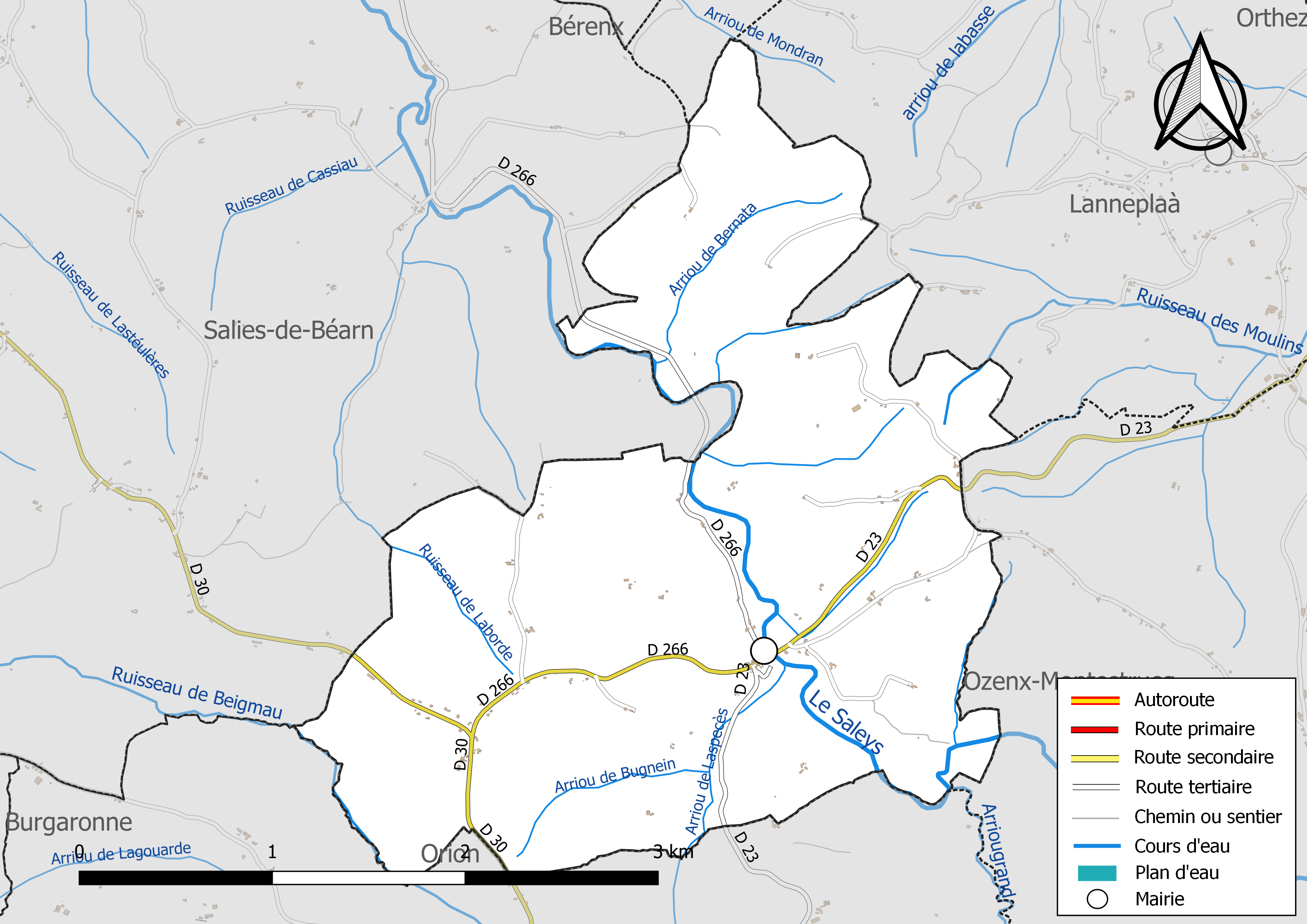
Réseaux hydrographique et routier de l'L'Hôpital-d'Orion.

La commune est drainée par le Saleys, Arriougrand, le ruisseau de Beigmau, le ruisseau des Moulins, l’Arriou de Bernata, l’Arriou de Bugnein, l’Arriou de Laspecès, le ruisseau de Laborde, et par divers petits cours d'eau, constituant un réseau hydrographique de 14 km de longueur totale,.
Le Saleys, d'une longueur totale de 48,7 km, prend sa source dans la commune d'Ogenne-Camptort et s'écoule du sud-est vers le nord-ouest. Il traverse la commune et se jette dans le gave d'Oloron à Carresse-Cassaber, après avoir traversé 13 communes.

### Climat
Pour des articles plus généraux, voir Climat de la Nouvelle-Aquitaine et Climat des Pyrénées-Atlantiques.
Historiquement, la commune est exposée à un micro climat océanique basque.  
En 2020, Météo-France publie une typologie des climats de la France métropolitaine dans laquelle la commune est exposée à un climat de montagne et est dans la région climatique Pyrénées atlantiques, caractérisée par une pluviométrie élevée (>1 200 mm/an) en toutes saisons, des hivers très doux (7,5 °C en plaine) et des vents faibles.
Pour la période 1971-2000, la température annuelle moyenne est de 13,7 °C, avec une amplitude thermique annuelle de 14,1 °C. Le cumul annuel moyen de précipitations est de 1 290 mm, avec 11,9 jours de précipitations en janvier et 8,1 jours en juillet. Pour la période 1991-2020, la température moyenne annuelle observée sur la station météorologique la plus proche, située sur la commune d'Orthez à 8 km à vol d'oiseau, est de 14,1 °C et le cumul annuel moyen de précipitations est de 1 211,5 mm,. Pour l'avenir, les paramètres climatiques de la commune estimés pour 2050 selon différents scénarios d’émission de gaz à effet de serre sont consultables sur un site dédié publié par Météo-France en novembre 2022.

### Milieux naturels et biodiversité

#### Réseau Natura 2000
Le réseau Natura 2000 est un réseau écologique européen de sites naturels d'intérêt écologique élaboré à partir des Directives « Habitats » et « Oiseaux », constitué de zones spéciales de conservation (ZSC) et de zones de protection spéciale (ZPS).
Trois sites Natura 2000 ont été définis sur la commune au titre de la « directive Habitats », : 
- le « château d'Orthez et bords du gave », d'une superficie de 4 300 ha, un agrosystème favorable à la présence de Chiroptères[19] ;
- le « gave de Pau », d'une superficie de 8 194 ha, un vaste réseau hydrographique avec un système de saligues[Note 4] encore vivace[20] ;
- « le gave d'Oloron (cours d'eau) et marais de Labastide-Villefranche », d'une superficie de 2 547 ha, une rivière à saumon et écrevisse à pattes blanches[21].

## Urbanisme

### Typologie
Au 1er janvier 2024, L'Hôpital-d'Orion est catégorisée commune rurale à habitat très dispersé, selon la nouvelle grille communale de densité à sept niveaux définie par l'Insee en 2022.
Elle est située hors unité urbaine. Par ailleurs la commune fait partie de l'aire d'attraction d'Orthez, dont elle est une commune de la couronne,. Cette aire, qui regroupe 26 communes, est catégorisée dans les aires de moins de 50 000 habitants,.

### Occupation des sols

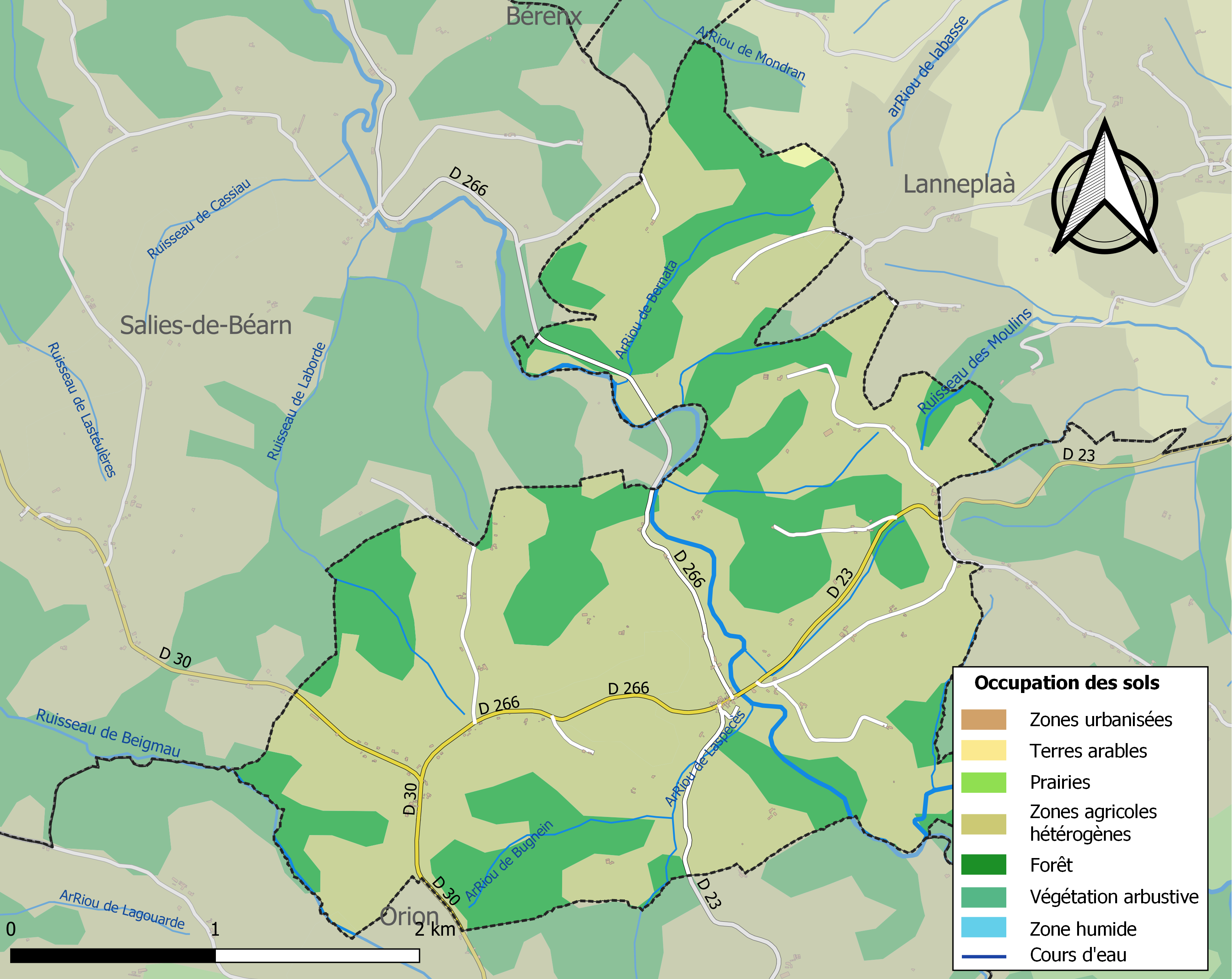
Carte des infrastructures et de l'occupation des sols de la commune en 2018 (CLC).

L'occupation des sols de la commune, telle qu'elle ressort de la base de données européenne d’occupation biophysique des sols Corine Land Cover (CLC), est marquée par l'importance des territoires agricoles (66,9 % en 2018), une proportion identique à celle de 1990 (66,9 %). La répartition détaillée en 2018 est la suivante : 
zones agricoles hétérogènes (66,6 %), forêts (33,1 %), terres arables (0,2 %). L'évolution de l’occupation des sols de la commune et de ses infrastructures peut être observée sur les différentes représentations cartographiques du territoire : la carte de Cassini (XVIIIe siècle), la carte d'état-major (1820-1866) et les cartes ou photos aériennes de l'IGN pour la période actuelle (1950 à aujourd'hui).

### Lieux-dits et hameaux
- Lacommande ;
- Lasbordes.

### Risques majeurs
Le territoire de la commune de l'Hôpital-d'Orion est vulnérable à différents aléas naturels : météorologiques (tempête, orage, neige, grand froid, canicule ou sécheresse), inondations et séisme (sismicité modérée). Il est également exposé à un risque technologique,  le transport de matières dangereuses. Un site publié par le BRGM permet d'évaluer simplement et rapidement les risques d'un bien localisé soit par son adresse soit par le numéro de sa parcelle.

#### Risques naturels
Certaines parties du territoire communal sont susceptibles d’être affectées par le risque d’inondation par une crue torrentielle ou à montée rapide de cours d'eau, notamment le Saleys. La commune a été reconnue en état de catastrophe naturelle au titre des dommages causés par les inondations et coulées de boue survenues en 1982, 1983, 1992, 2009 et 2018,.

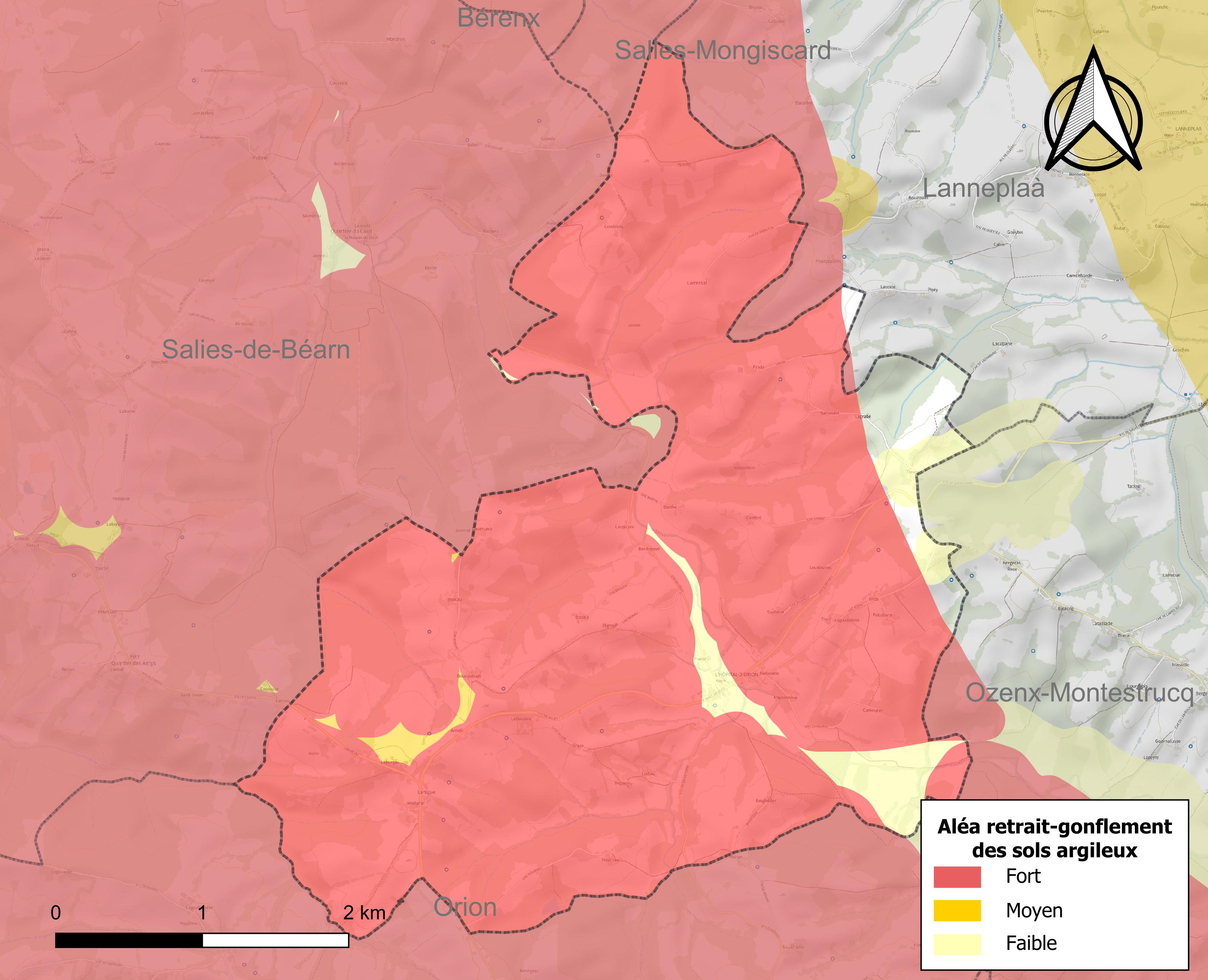
Carte des zones d'aléa retrait-gonflement des sols argileux de l'Hôpital-d'Orion.

Le retrait-gonflement des sols argileux est susceptible d'engendrer des dommages importants aux bâtiments en cas d’alternance de périodes de sécheresse et de pluie. 92,3 % de la superficie communale est en aléa moyen ou fort (59 % au niveau départemental et 48,5 % au niveau national). Depuis le 1er octobre 2020, en application de la loi ELAN, différentes contraintes s'imposent aux vendeurs, maîtres d'ouvrages ou constructeurs de biens situés dans une zone classée en aléa moyen ou fort,.
Concernant les mouvements de terrains, la commune a été reconnue en état de catastrophe naturelle au titre des dommages causés par la sécheresse en 2002 et par des mouvements de terrain en 2018.

## Toponymie

### Attestations anciennes
Le toponyme Hôpital-d'Orion apparaît sous les formes espitau d'Orion (1255, fors de Béarn), l'espitau d'Aurion (1334, notaires de Navarrenx), l'hopital d'Érion Jean Froissart, livre IV), la Commande de Aurion (1537, réformation de Béarn) et Sainte-Marie-Mafdaleine de l'Hospital d'Orion (1620, insinuations du diocèse d'Oloron).

### Graphie béarnaise
Son nom béarnais est L’Espitau-d’Orion ou L’Espitau-d’Ourioun.

## Histoire
Paul Raymond note qu'en 1385, l'Hôpital-d'Orion comptait 27 feux et dépendait du bailliage de Sauveterre. La paroisse fut plus tard divisée en trois quartiers : les Sept Bordes, l'Hôpital et la Commande de l'Hôpital. Le premier quartier dépendait du bailliage de Navarrenx, et les deux autres de celui de Larbaig.
En 1544, les quartiers changèrent à nouveau de juridiction, les Sept Bordes appartenant au bailliage de Sauveterre, et les deux autres, à celui de Montestrucq.

## Politique et administration
| Période                                  | Période  | Identité             | Étiquette | Qualité |
| ---------------------------------------- | -------- | -------------------- | --------- | ------- |
| Les données manquantes sont à compléter. |          |                      |           |         |
| 1995                                     | 2018     | Maurice Lavie-Cambot |           |         |
| 2018                                     | En cours | Daniel Lafourcade    |           |         |

### Intercommunalité
La commune fait partie de cinq structures intercommunales :
- le centre intercommunal d’action sociale de Sauveterre-de-Béarn ;
- la communauté de communes du Béarn des Gaves depuis le 1er janvier 2017 ;
- le syndicat intercommunal d’alimentation en eau potable du Saleys et des gaves ;
- le syndicat intercommunal des gaves et du Saleys ;
- le syndicat intercommunal pour le regroupement scolaire des communes d'Orion, Orriule et L'Hôpital-d'Orion.

## Population et société

### Démographie
L'évolution du nombre d'habitants est connue à travers les recensements de la population effectués dans la commune depuis 1793. Pour les communes de moins de 10 000 habitants, une enquête de recensement portant sur toute la population est réalisée tous les cinq ans, les populations de référence des années intermédiaires étant quant à elles estimées par interpolation ou extrapolation. Pour la commune, le premier recensement exhaustif entrant dans le cadre du nouveau dispositif a été réalisé en 2004.

En 2022, la commune comptait 131 habitants, en évolution de −7,75 % par rapport à 2016 (Pyrénées-Atlantiques : +3,78 %, France hors Mayotte : +2,11 %).
| 1793 | 1800 | 1806 | 1821 | 1831 | 1836 | 1841 | 1846 | 1851 |
| ---- | ---- | ---- | ---- | ---- | ---- | ---- | ---- | ---- |
| 443  | 352  | 519  | 602  | 540  | 538  | 587  | 557  | 506  |

| 1856 | 1861 | 1866 | 1872 | 1876 | 1881 | 1886 | 1891 | 1896 |
| ---- | ---- | ---- | ---- | ---- | ---- | ---- | ---- | ---- |
| 505  | 510  | 448  | 445  | 422  | 412  | 386  | 408  | 411  |

| 1901 | 1906 | 1911 | 1921 | 1926 | 1931 | 1936 | 1946 | 1954 |
| ---- | ---- | ---- | ---- | ---- | ---- | ---- | ---- | ---- |
| 402  | 404  | 402  | 287  | 258  | 242  | 225  | 210  | 185  |

| 1962 | 1968 | 1975 | 1982 | 1990 | 1999 | 2004 | 2006 | 2009 |
| ---- | ---- | ---- | ---- | ---- | ---- | ---- | ---- | ---- |
| 175  | 160  | 132  | 132  | 127  | 143  | 164  | 176  | 159  |

| 2014 | 2019 | 2022 | - | - | - | - | - | - |
| ---- | ---- | ---- | - | - | - | - | - | - |
| 151  | 128  | 131  | - | - | - | - | - | - |

## Économie
L'activité est principalement agricole.
La commune fait partie de la zone d'appellation d'origine contrôlée (AOC) du vin de Béarn et de celle du fromage Ossau-Iraty.

## Culture locale et patrimoine

### Patrimoine religieux

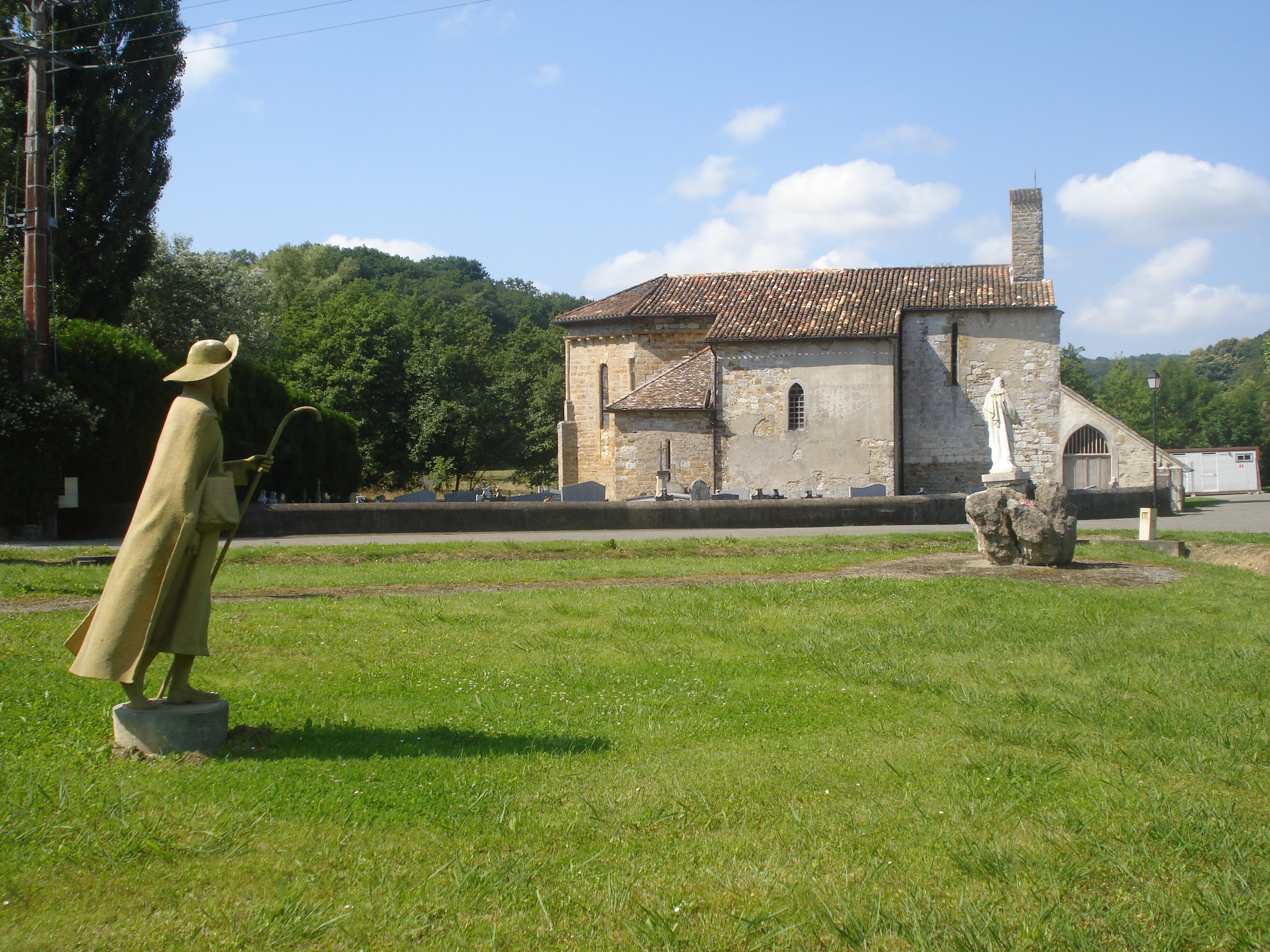
Statue de pèlerin se dirigeant vers l'église.

- l'église Sainte-Marie-Madeleine[44] date des XIIe et XIIIe siècles.
- la commune se trouve sur la via Lemovicensis (ou voie limousine ou voie de Vézelay), nom latin d'un des quatre chemins de France du pèlerinage de Saint-Jacques-de-Compostelle.

## Personnalités liées à la commune
- Gaston III de Foix-Béarn, mort dans la commune en 1391.